# Замкнутая времениподобная кривая
За́мкнутая времениподо́бная ли́ния или за́мкнутая времениподо́бная крива́я (англ. closed timelike curve, CTC) в математической физике — времениподо́бная кривая на Лоренцевом многообразии, возвращающаяся в исходную пространственно-временную точку, то есть замкнутая мировая линия частицы в пространстве-времени. Существование таких линий в рамках общей теории относительности было впервые вынесено на широкое обсуждение Куртом Гёделем в 1949 году на основании полученного им точного решения уравнений Эйнштейна, известного как метрика Гёделя, хотя первое решение такого типа было получено ранее, в 1937 году Виллемом Ван Стокумом. Подобные кривые возникают и в других решениях, таких как «цилиндр Типлера» и «проходимая кротовая нора». Существование замкнутых времениподобных кривых позволяет путешествия во времени со всеми связанными с ними парадоксами.
Часть физиков предполагает, что будущая теория квантовой гравитации наложит запрет на существование замкнутых времениподобных линий. Эту идею Стивен Хокинг назвал гипотезой о защищённости хронологии (англ. chronology protection conjecture). Другие учёные выдвинули модель, называемую хронологической цензурой (англ. chronological censorship), согласно которой любая замкнутая времениподобная кривая в заданном пространстве-времени должна проходить через горизонт событий. В этом случае для наблюдателя, находящегося вне горизонта событий, нарушения принципа причинности не происходит.

## Общая теория относительности
Помимо метрики Гёделя, замкнутые времениподобные кривые присутствуют в некоторых других известных пространствах-временах:
- Цилиндр Минковского — пространство Минковского, в котором произведено отождествление {\displaystyle t\mapsto t+T_{0}}, где {\displaystyle T_{0}} — некоторая постоянная;
- Пространство Мизнера (специфическое орбиобразие пространства Минковского);
- Решение Керра (модель вращающейся чёрной дыры с нулевым зарядом с замкнутыми времениподобными линиями под горизонтом);
- Метрика трёхмерной чёрной дыры Баньядоса — Тейтельбойма — Занелли (англ. BTZ black hole)
- Пыль ван Стокума (англ. van Stockum dust — модель цилиндрически-симметричной конфигурации пыли)
- Решение Боннора — Стэдмана, описывающее условие лабораторного эксперимента с двумя вращающимися шарами;
- Вселенная с двумя параллельными движущимися друг относительно друга космическими струнами, предложенная Дж. Ричардом Готтом;
- Пространство анти-де Ситтера[4];
- Перемещаемая акаузальная ретроградная область в пространстве-времени (Traversable acausal retrograde domains in spacetime, TARDIS)[5][6]

## Эксперимент с метаматериалами
В 2011 году Игорь Смолянинов и Ю Джу Хун из Мэрилендского университета с помощью лучей света, проходящих внутри метаматериала, моделировали движение массивной частицы в (2+1) пространстве Минковского (воспользовавшись сходностью математических аппаратов, описывающих эти явления). Хотя основной целью было изучение механизмов Большого взрыва, учёные также попытались сконструировать метаматериал, моделирующий замкнутые времениподобные линии. Ими были обнаружены внутренние ограничения, накладываемые на движение частиц, запрещающие одновременное движение вдоль времениподобной размерности и по кругу в пространстве. Если их модель переносима на наблюдаемую Вселенную, то она показывает невозможность существования замкнутых времениподобных линий.

## Времениподобные вычисления
Времениподобные вычисления — это вычисления на квантовом (реже, классическом) компьютере, имеющем доступ к замкнутой времениподобной кривой и, следовательно, способном посылать результат вычислений в собственное прошлое. Идея таких вычислений предложена Хансом Моравеком в 1991 году. В отличие от многих схем реализации машины времени, такая времяпетлевая логика не противоречит принципу самосогласованности Новикова.